# Bahnhof Greenford

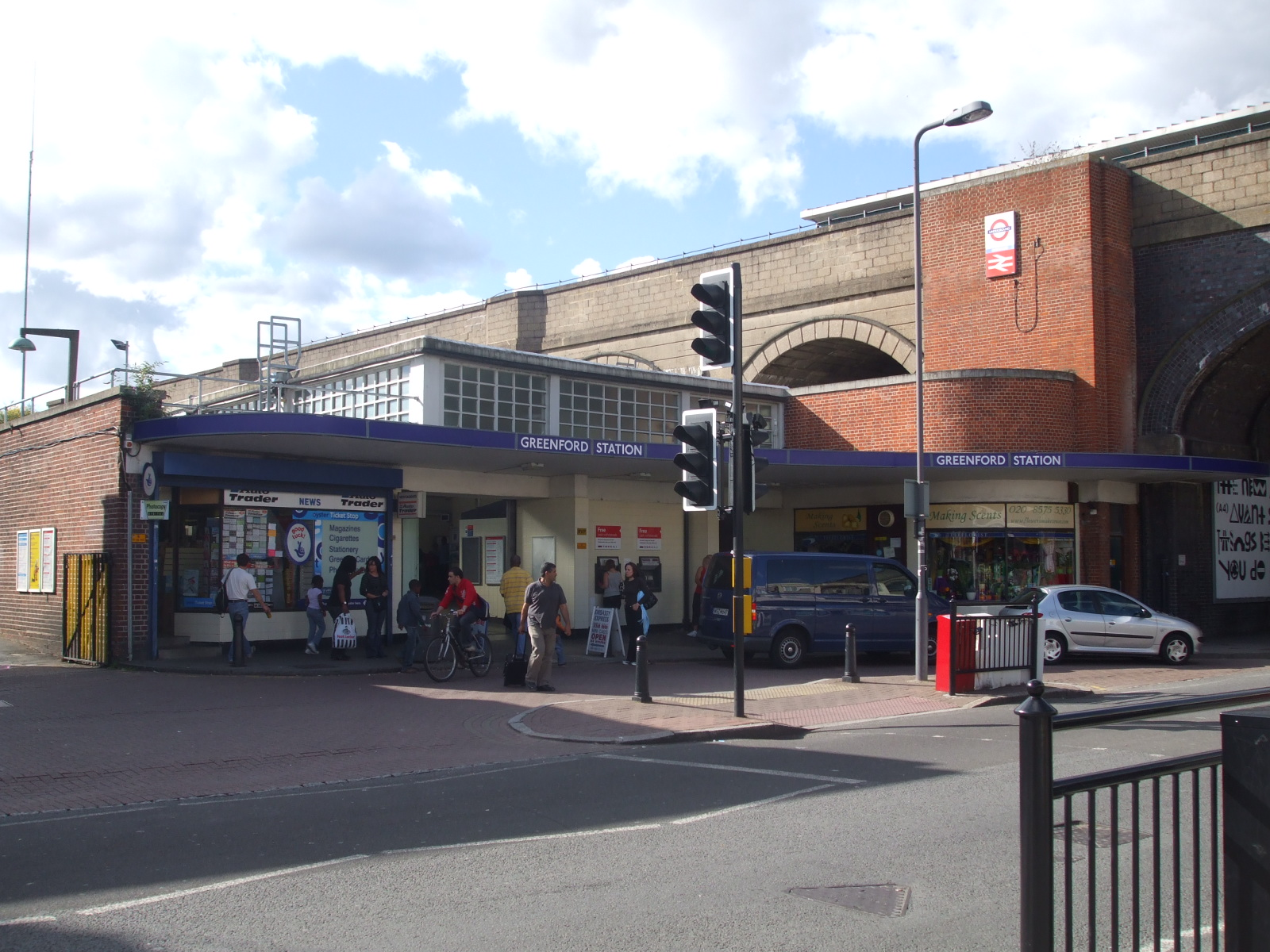
Bahnhofsgebäude

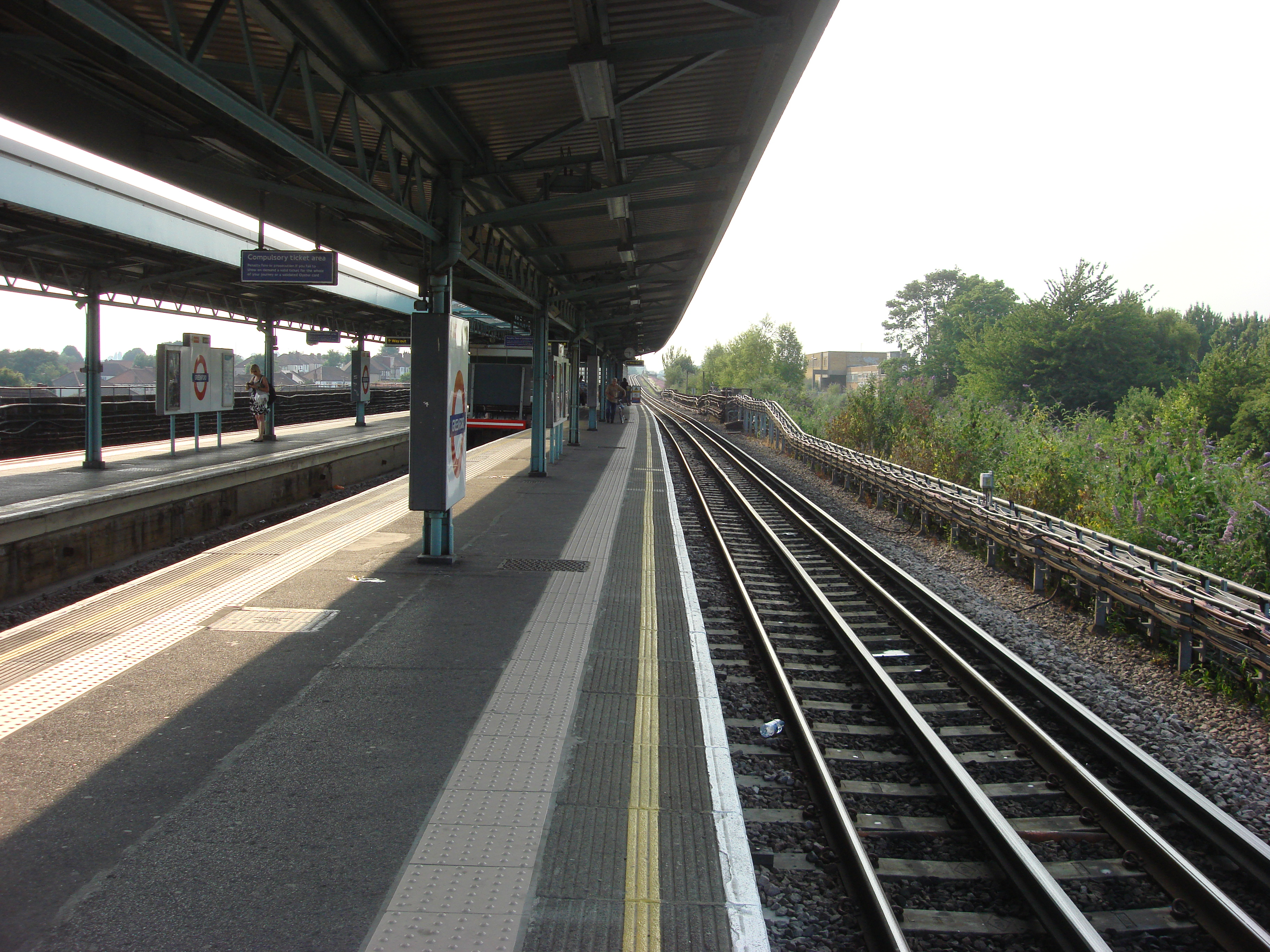
Bahnsteig

Greenford ist ein Bahnhof im Stadtbezirk London Borough of Ealing. Er liegt in der Travelcard-Tarifzone 4 an der Oldfield Lane North. Der Bahnhof wird einerseits von der Central Line der London Underground bedient, andererseits von der Bahngesellschaft Great Western Railway, deren Vorortszüge von Greenford über Ealing Broadway nach Paddington verkehren. Im Jahr 2013 nutzten 4,35 Millionen U-Bahn-Fahrgäste den Bahnhof, hinzu kommen 0,191 Millionen Fahrgäste der Eisenbahn.
Greenford weist eine bauliche Besonderheit auf, eine Kombination aus Insel- und Querbahnsteig. Die U-Bahn hält an den beiden Längsseiten, dazwischen liegt ein einzelnes Gleis für die Vorortslinie. Zwei weitere Gleise, die dem Güter- und Schnellzugsverkehr dienen, haben keine Verbindung zum Bahnhof. Die New North Main Line (NNML), eine nur noch spärlich benutzte Verbindungsstrecke zwischen der Chiltern Main Line und der Great Western Main Line, passiert ebenfalls den Bahnhof. Die Bahnsteige wurden jedoch 1963 entfernt.
Am 1. Oktober 1904 eröffnete die Great Western Railway den Bahnhof Greenford an der NNML, die im Jahr zuvor erbaut worden war. Im Rahmen des 1935 beschlossenen New Works Programme des London Passenger Transport Board wurde nach dem Ende des Zweiten Weltkriegs eine zusätzliche Doppelspur entlang der NNML verlegt, um den U-Bahn-Betrieb zwischen North Acton und West Ruislip zu ermöglichen. Die Central Line befuhr das Teilstück bis Greenford ab dem 30. Juni 1947. Rund eineinhalb Jahre lang war hier Endstation, ab dem 11. November 1948 verkehrten die U-Bahn-Züge weiter nach West Ruislip.